# هربرت جي. باربر
هربرت جي. باربر هو محامي وسياسي أمريكي، ولد في 14 أغسطس 1870 في واردسبورو في الولايات المتحدة، وتوفي في 5 أكتوبر 1947. نشط حزبياً في الحزب الجمهوري. وقد انتخب عضو مجلس نواب فيرمونت ‏.